# Pogorzałki (Mszczonów)
Pogorzałki – część miasta Mszczonowa, w województwie mazowieckim, w powiecie żyrardowskim. Leży wzdłuż ulicy Pogorzałki, w najdalej na wschód wysuniętej części Mszczonowa.
W latach 1867–1954 wieś w gminie Radziejowice w powiecie błońskim i powiecie grodziskomazowieckim. W związku z reorganizacją administracji wiejskiej jesienią 1954 Pogorzałki weszły w skład  gromady Radziejowice.
31 grudnia 1961 Pogorzałki włączono do Mszczonowa. Poza Mszczonowem pozostaje niezamieszkany obszar Pogorzałki, który zachował status wsi.